# 金秉奏
金秉奏（韓語：김병주，1963年—），出生於韓國慶尚南道鎮海區。韓國投資家，安博凱直接投資基金（MBK Partners）創辦人，有「亞洲私人股權投資教父」（Godfather of Asian private equity）之稱。2022年《福布斯》韓國富豪榜排名第三。

## 生平
年少時移居美國。1985年哈弗福德學院英文榮譽學士畢業。1990年哈佛商學院工商管理碩士畢業。
早年曾任職於投資銀行所羅門兄弟、高盛。後曾任凱雷集團管理委員會成員、凱雷亞洲總裁，負責亞太區（日本以外）業務。
2005年，創立亞洲第一家以收購為主的投資公司安博凱直接投資基金（MBK Partners）。現為駐香港及首爾辦公室合夥人。MBK Partners
2015年，獲《彭博商業周刊》選為該年度「五十大最具影響力人物」第四十二位。
據近年《福布斯》韓國富豪榜，其財富由2020年的19億美元（第十二位）、2021年的36億美元（第十三位），大幅增長至2022年的77億美元，躍升至韓國富豪榜第三位，主要原因為向美國Dyal Capital Partners出售其安博凱的股權。

## 外部連結
MBK Partners官方網站團隊介紹 （页面存档备份，存于）